# Брайан, Чарльз
Чарльз Уэ́йленд Бра́йан (англ. Charles Wayland Bryan; 10 февраля 1867 — 4 марта 1945) — американский политик, 20-й и 23-й губернатор Небраски, 23-й и 30-й мэр Линкольна.

## Биография
Чарльз Брайан родился в Сейлеме, Иллинойс, в семье Сайласа Лилларда Брайана и Мерайи Элизабет Дженнингс. Он получил образование в Иллинойсском колледже и Чикагском университете. 29 ноября 1892 года Брайан женился на Мэри Луизе Брокоу, у них было трое детей.
В 1891 году Брайан переехал в Линкольн, Небраска, где работал фермером, страховым агентом и продавцом табака. До 1925 года он также был управляющим делами и секретарём у своего брата Уильяма Дженнингса Брайана, а в 1901—1923 годах — издателем и помощником редактора газеты Commoner.
В 1915 и 1921 годах Брайан избирался в городской совет Линкольна, а в 1915—1917 и 1935—1937 годах был мэром города. В ноябре 1922 года он был избран губернатором Небраски, в 1930 году переизбран на второй, а в 1932 году — на третий срок. Во время его пребывания в должности экономика штата процветала, налоги были снижены, а бюджетные расходы штата были ограничены.
На президентских выборах 1924 года Брайан был кандидатом в вице-президенты США в паре с Джоном Дэвисом, однако они потерпели поражение. Он также неудачно баллотировался в Сенат США в 1934 году и в Конгресс в 1940 году.
Брайан был членом Благотворительного и покровительствующего ордена лосей США, общества «Оддфеллоуз» («Чудаки»), страхового общества «Современные американские дровосеки», клуба «Киванис» и баптистской церкви.
Брайан умер 4 марта 1945 года в Линкольне, и был похоронен на кладбище Wyuka Cemetery.